# Hoamer
Hoamer ou Oamer et Hildimer dans la Johannide de Corippe (mort en 533) est un prince vandale qui commande l'armée sous le règne d'Hildéric, de 523 à 530. 
Général très habile, il arrête un moment les ravages des tribus berbères nomades venues de Tripolitaine. Selon Procope de Césarée, Hoamer était un guerrier remarquable qui avait acquis une si belle réputation, qu'on l'appelait l'« Achille des Vandales » notamment parce qu'il aurait remporté des victoires importantes face aux Ostrogoths. Cependant, il subit un échec sérieux en affrontant une coalition de tribus berbères commandée par Antalas en Byzacène, au centre de l'actuelle Tunisie. Gélimer, cousin du roi Hildéric, profite de ce désastre pour monter une conspiration contre Hildéric. Il renverse le roi en 530 et l'emprisonne avec ses partisans, Evagès, et surtout le général Hoamer, qui aura les yeux crevés. Gélimer rompt avec Byzance en 531.
À la suite du débarquement des Byzantins en 533, Gélimer ordonne à son frère Ammatas demeuré à Carthage de mettre à mort Hoamer, avec Hildéric et Evagès.

### Source primaire
- Procope de Césarée, Histoire de la guerre contre les Vandales, chapitre III, 5 (lire en ligne)